# Pojke från Concarneau
Pojke från Concarneau, även känd som Den lille krymplingen, är en oljemålning av Richard Bergh. Den målades 1882 och tillhör sedan 2015 Nationalmuseum i Stockholm. 
Bergh var under större delen av 1880-talet bosatt i Frankrike där han tog intryck av såväl naturalismen som friluftsmåleriet. Vintrarna tillbringade han i Paris och somrarna i Grezkolonin eller vid den franska atlantkusten. År 1882 besökte han Concarneau i Bretagne som var ett populärt resmål för de nordiska konstnärerna. 
Målningens tyngdpunkt vilar i pojkens blick och i hans kropp, märkt av skolios. Idealiserade skildringar av fattiga barn var vanliga inom genremåleriet. Bergh valde dock att avbilda honom realistiskt i hans egen miljö. 
I Thielska galleriets samlingar finns en landskapsmålning av Bergh från Concarneau. Den skildrar kustbyns sanddyner. 

## Bildgalleri

Berghs Vid Concarneau, Bretagne från 1882. Olja på pannå. 26 x 33,5 cm. Thielska galleriet.